# Liste der Monuments historiques in Cunfin
Die Liste der Monuments historiques in Cunfin führt die Monuments historiques in der französischen Gemeinde Cunfin auf.

## Liste der Objekte
| Bezeichnung     | Beschreibung               | Standort                        | Kennzeichnung | Schutzstatus | Datum | Bild |
| --------------- | -------------------------- | ------------------------------- | ------------- | ------------ | ----- | ---- |
| Weiwasserschale | Gusseisen, 17. Jahrhundert | in der Kirche St-Maurice (Lage) | PM10003004    | Classé       | 1989  |      |